# Pierre Antoine de Raymondis d'Éoux
Pierre Antoine de Raymondis d'Éoux (1706 – 1792) è stato un ammiraglio francese, comandante della Flotta di Ponente dal 1788 al 1792.

## Biografia
Nacque nel 1706, figlio quartogenito di César de Raymondis signore d'Eoux (verso 1665-aprile 1732), discendente della Maison de Raymondis (o Raimondis), una vecchia famiglia della nobiltà provenzale, di cui numerosi membri prestarono servizio in mare. Nel 1717, in giovane età, entrò nell'Ordine degli Ospitalieri di San Giovanni di Gerusalemme ma non prese mai i voti di frate ospitaliere e nel 1722, a 16 anni, transitò in servizio nella Marine royale. Fu promosso alfiere nel 1727. Divenuto capitano di vascello partecipò alla guerra dei sette anni partecipando alla battaglia di Minorca, il 20 maggio 1756, sotto gli ordini del Marchese de la Galissonière al comando del vascello da 64 cannoni L'Orphée.
Nel 1777 e promosso tenente generale delle armate navali insieme al conte du Chaffault.  Il 5 dicembre 1788, all'età di 82 anni, fu promosso da re Luigi XVI al rango di viceammiraglio, preferito dal re al Duca d'Orleans, principe di sangue reale.
In seguito sostituì il viceammiraglio Paul Hippolyte de Beauvilliers al comando della Flotta di Ponente, con quartier generale a Cherbourg, alzando la sua insegna  sul vascello da 110 cannoni États de Bourgogne. Lasciò il comando nel 1792, in piena rivoluzione francese, spegnendosi in quello stesso anno.

### Fonti
1. 1 2 3 4  Three Decks.
2. ↑  Ecole Navale.
3. ↑  Lacour-Gayet 1905, p. 451.
4. ↑  Vergé-Franceschi 1990, p. 261.
5. ↑  Lacour-Gayet 1905, p. 663.
6. ↑  Wilson, Hammar, Seerup  2019, p. 59.